# Положевичский сельсовет
Положевичский сельсовет — административная единица на территории Стародорожского района Минской области Белоруссии.

## Географическое положение
Граничит с Пасекским, Стародорожским сельскими Советами Стародорожского района, землями Любанского района Минской области и Глусского района Могилевской области.

## История
Положевичский сельский Совет образован в 1954 году.

## Состав
Положевичский сельсовет включает 13 населённых пунктов:
- Бараново — деревня.
- Барберовка — деревня.
- Буденичи — деревня.
- Глядовичи — деревня.
- Дорошковичи — деревня.
- Кривоносы — деревня.
- Межилесье — деревня.
- Наша Нива — деревня.
- Петровичи — деревня.
- Положевичи — агрогородок.
- Прусы — агрогородок.
- Стражи — деревня.
- Щиты — деревня.

## Производственная сфера
- Положевичское лесничество ГОЛХУ «Стародорожский опытный лесхоз»
- Сельское хозяйство: ОАО «Положевичи», КСУП «Прусы»

## Социально-культурная сфера
- Здравоохранение: 2 фельдшерско-акушерских пункта, 1 врачебная амбулатория, 1 больница сестринского ухода
- Образование: 1 учебно-педагогический комплекс детский сад-средняя школа, 1 дошкольное учреждение
- Социальная защита: 3 Дома социальных услуг
- Культура: 1 Центр культуры и досуга, 1 сельский Дом культуры, 2 сельских клуба, 3 библиотеки